# Hylesia humilis
Hylesia humilis är en fjärilsart som beskrevs av Paul Dognin 1923. Hylesia humilis ingår i släktet Hylesia och familjen påfågelsspinnare. Inga underarter finns listade i Catalogue of Life.